# Louis-Alexis de Gemini
 (mars 2019).
Si vous disposez d'ouvrages ou d'articles de référence ou si vous connaissez des sites web de qualité traitant du thème abordé ici, merci de compléter l'article en donnant les références utiles à sa vérifiabilité et en les liant à la section « Notes et références ».
Louis-Alexis de Gemini est un homme de télévision et de médias, dirigeant d’entreprise et producteur français. Ancien directeur général de M6 Music, directeur des programmes de divertissements de M6, directeur général de W9 Productions, Lagardère Images et fondateur d’A2G Studio, il est directeur général France de la plateforme de streaming musical Deezer de juin 2015 à 2021.
Il a notamment créé la chaîne de télévision M6 Music, puis lancé Loft Story, la première émission de télé-réalité en France. Il est également à l’origine de Pékin Express, Popstars et Nouvelle Star. En 2011, il produit la seule émission de télévision produite et réalisée par un étranger en Chine.

## Biographie

### Origines
Né le 24 décembre 1970 à Paris, fils d'Alain de Gemini, avocat, et de Florence Lejeune, attachée de presse, Louis-Alexis de Gemini a grandi à Paris et fait ses études secondaires à l’école Établissement Gerson, puis au lycée Janson-de-Sailly. Il y effectue ses classes préparatoires, et intègre l’école de commerce HEC Paris en 1990. Les origines familiales se situent en forêt de Tronçais dans l’Allier, Guéret dans la Creuse, et la région de Trieste en Italie. Louis-Alexis est le petit-neveu de William Savy, agent du SOE pendant la deuxième guerre mondiale.

### Études
- Lycée et classes préparatoires au lycée Janson-de-Sailly (1985-1990).
- Diplôme de l’École des hautes études commerciales (HEC Paris), Jouy-en-Josas, France (1990-1993).
- CEMS Master de l’ESADE Business School, Barcelone, Espagne (1993).
- Programme international de Management à Columbia Business School, New York, États-Unis (1992).
- Harvard Business School, RTL Group Executive Program, International Business (2005).

## Carrière

### Radio
- France Inter (1982-1984) : intervenant régulier dans l’émission Fréquence mômes, animé par William Leymergie

### Édition de presse
- Hachette Filipacchi Médias (1995-1997) : éditeur du premier magazine masculin en France. Créateur et coéditeur de la version du magazine en Espagne.

### Télévision
- M6 Music (1997-2000) : cofondateur et directeur général de la chaîne musicale M6 Music. Gestion du marketing, de la publicité et de la distribution de la chaîne auprès de TPS et des câblo-opérateurs, ainsi que direction des programmes.
- M6 Métropole TV (1999-2003) : directeur des programmes de variétés et divertissements. Premier dirigeant de télévision à lancer une émission de télé-réalité en France en 2001. Producteur exécutif de Loft Story, Popstars, M6 Awards, et de Fréquenstar, Plus Vite que la Musique, Hit Machine et le Boulevard des clips. Producteur de Laurent Boyer, Benjamin Castaldi, Charlie et Lulu, Christophe Crenel, Sandrine Quétier.

### Production
- W9 Productions, Groupe M6 (2003-2007) : fondateur et directeur général de W9 Productions. Le studio devient le premier fournisseur d’émissions prime time de divertissements à succès de M6 avec près de 150 émissions produites, dont Pekin Express (2 saisons), Bachelor (3 saisons), Bachelor in Paris (1 saison) pour la chaîne ABC aux États-Unis, Top Model, Le Grand Classement et Le Grand Zap. Producteur de Laurent Boyer, Stéphane Rotenberg, et Virginie Efira qu’il recrute en 2004. À l’origine de l’adaptation d’Un dîner presque parfait.
- Lagardère Images (2007-2009) : directeur général de Lagardère Images réunissant les 10 sociétés de production télévisée du groupe Lagardère, dont DEMD Productions (Joséphine Ange gardien), GMT (Julie Lescaut, Famille d’accueil), Images & Cie (Mafiosa) et Maximal (C dans l’air).
- A2G Studio (2010-2015) : fondateur & gérant, créateur & producteur de programmes de divertissement de brand content pour la télévision et les plateformes digitales. Création et production de la Beauty Academy, première émission de brand content diffusée en prime time en Chine en partenariat avec Sephora et LVMH (2 saisons). Adaptée en Desafio da Beleza sur Globo Gnt au Brésil (5 saisons) en partenariat avec  O’Boticario.

De 2014 à 2015, Louis-Alexis est également nommé producteur artistique d’Endemol France.

### Numérique
Du 11 juin 2015 à 2021, Louis-Alexis est directeur général France de la plateforme de streaming musical Deezer. Il prend le relais de Simon Baldeyrou, directeur général délégué du groupe, qui occupait également le poste de directeur général France depuis 2012.
Depuis son arrivée chez Deezer, il poursuit la croissance et le développement de la notoriété de la marque dans son marché domestique afin de maintenir sa position de leader en France. Il pilote également la poursuite de la stratégie d’enrichissement de contenus. En 2021, il quitte la direction générale pour devenir directeur du marketing. En mai 2022, il quitte l'entreprise.

## Autres activités artistiques

### Réalisation
- Réalisateur de Tchernobyl Express, prix du meilleur documentaire au festival de Rueil-Malmaison.
- Réalisateur de Beauty Academy pour Shanghai Media Group en Chine (20 épisodes de prime time, 2011 et 2012).

### Peinture
Expositions personnelles au DDD (1998, Neuilly-sur-Seine), au Lavoir (1999, Saint-Tropez) et à la galerie Cinko (2009, Paris) : Twins.

### Musique
2018 : Premier album Polyphonies (sous le nom de Tazio)

## Émissions produites
- Fréquenstar (199-2003)
- Hit Machine (1999-2003)
- Plus vite que la musique (1999-2003)
- M6 Awards (2001)
- Loft Story (2001, 2002)
- Popstars (2001, 2002)
- Bachelor, le gentleman célibataire (2003, 2004, 2005)
- Top Model (2005)
- Pékin Express (2006, 2007)
- Beauty Academy (2011, 2012)
- Desafio da Beleza (2012, 2013, 2014, 2015)